# 钳工

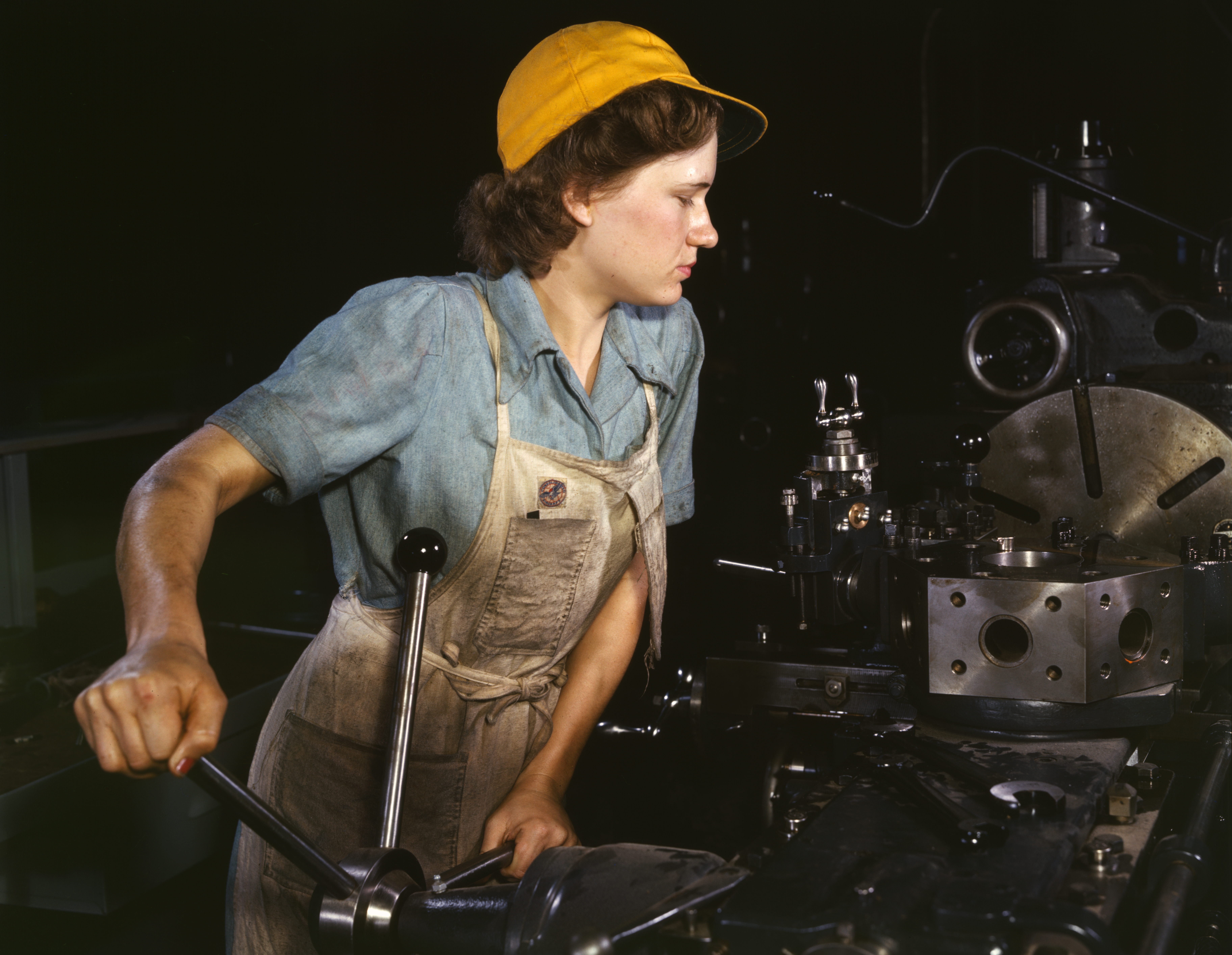
钳工

钳工是机械工业中以手工作业为主的工种，是机械工业最古老的工种，因常使用台虎钳加持工具而得名。钳工主要负责各种机器难以完成的工作，包括：划线、锯切、錾削、锉削、钻孔和铰孔、攻螺纹与套螺纹、刮削和研磨、弯曲和矫正、装配和调试等。钳工可大致分为机修钳工、工具钳工、模具钳工等细分工种。

## 特点
- 加工灵活，在不适于机械加工的场合，尤其是在机械设备的维修工作中，钳工加工可获得满意的效果
- 可加工形状复杂和高精度的零件，技术熟练的钳工可加工出比现代化机床加工的零件还要精密和光洁的零件，可以加工出连现代化机床也无法加工的形状非常复杂的零件，如高精度量具、样板、开口复杂的模具等
- 投资小，钳工加工所用工具和设备价格低廉，携带方便
- 生产效率低，劳动强度大
- 加工品質不稳定，品質的高低受工人技术熟练程度影响

## 注意事项
- 使用电动工具时要采取绝缘防护安全接地措施；
- 使用砂轮机时要戴好防护眼镜；
- 钳台上进行錾削时要有防护网。